# Ambroise Koné Samba
 (octobre 2024).
La mise en forme du texte ne suit pas les recommandations de Wikipédia : il faut le « wikifier ».
Les points d'amélioration suivants sont les cas les plus fréquents :
- Les titres sont pré-formatés par le logiciel. Ils ne sont ni en capitales, ni en gras.
- Le texte ne doit pas être écrit en capitales (les noms de famille non plus), ni en gras, ni en italique, ni en « petit »…
- Le gras n'est utilisé que pour surligner le titre de l'article dans l'introduction, une seule fois.
- L'italique est rarement utilisé : mots en langue étrangère, titres d'œuvres, noms de bateaux, etc.
- Les citations ne sont pas en italique mais en corps de texte normal. Elles sont entourées par des guillemets français : « et ».
- Les listes à puces sont à éviter, des paragraphes rédigés étant largement préférés. Les tableaux sont à réserver à la présentation de données structurées (résultats, etc.).
- Les appels de note de bas de page (petits chiffres en exposant, introduits par l'outil «  Source ») sont à placer entre la fin de phrase et le point final[comme ça].
- Les liens internes (vers d'autres articles de Wikipédia) sont à choisir avec parcimonie. Créez des liens vers des articles approfondissant le sujet. Les termes génériques sans rapport avec le sujet sont à éviter, ainsi que les répétitions de liens vers un même terme.
- Les liens externes sont à placer uniquement dans une section « Liens externes », à la fin de l'article. Ces liens sont à choisir avec parcimonie suivant les règles définies. Si un lien sert de source à l'article, son insertion dans le texte est à faire par les notes de bas de page.
- La présentation des références doit suivre les conventions bibliographiques. Il est recommandé d'utiliser les modèles {{Ouvrage}}, {{Chapitre}}, {{Article}}, {{Lien web}} et/ou {{Bibliographie}}. Le mode d'édition visuel peut mettre en forme automatiquement les références.
- Insérer une infobox (cadre d'informations à droite) n'est pas obligatoire pour parachever la mise en page.

Pour une aide détaillée, merci de consulter Aide:Wikification.
Si vous pensez que ces points ont été résolus, vous pouvez retirer ce bandeau et améliorer la mise en forme d'un autre article.
Ambroise Koné Samba est une figure politique et nationaliste ivoirienne. Il est notamment connu pour avoir été l’une des victimes des massacres du 30 janvier 1950 à Dimbokro, un événement marquant de la lutte pour l’indépendance de la Côte d'Ivoire. Il meurt le 30 octobre 1982 à Abidjan, au service de cardiologie du Centre hospitalier universitaire de Treichville. 

## Biographie

### Enfance, éducation et débuts
Ambroise Koné Samba, Tagbana d'origine, est né à Katiola et vit à Dimbokro. Il est le leader local du PDA au moment des revendications indépendantistes et lors du boycott des produits des colons dans les boutiques de la ville.

### Carrière
Ambroise Koné Samba dirige une plantation de cacao de 150 ha. Il est un ami personnel de Félix Houphouët-Boigny et est représentant politique local,.

« J'ai pris mon pick-up Chevrolet, de ma propre initiative. Houphouët
même en est témoin, et j'ai commencé à parcourir la région, d'ici jusqu'à Bocanda, Ouellé, Daoukro, Katounassou, Arrah, Bongouanou, M'batto, c'est-à-dire l'ancien cercle de Dimbokro... j'ai ainsi dû m'absenter de chez moi pratiquement pendant deux mois, délaissant mon commerce, mon affaire de transport ... au cours des (...) tournées, j'ai été souvent insulté, on a voulu me frapper, disant « voilà ce petit Dioula qui vient nous tromper. Quel est le noir qui peut combattre les Blancs ? Vous aller vous faire
emprisonner... »

Il est personnellement recherché et extrait de sa case après le déclenchement du boycott qui mènera aux massacres.

### Hommages
- Un stade porte son nom[6],[2].
- Son nom figure sur la stèle qui rend hommage au cimetière des martyrs du 30 janvier 1950[7].